# Трепачкін Роман Валерійович
Роман Валерійович Трепачкін (біл. Раман Валерьевич Трапачкин; нар. 20 травня 1977) — білоруський футболіст, захисник.

## Кар'єра гравця
Вихованець СДЮШОР БелАЗ (Жодіно), перший тренер — Петро Іванович Міхеєв. На юнацькому рівні виступав у чемпіонаті Гомельської області. З 1994 по 1998 роки виступав у жодінському «Торпедо». У 1999 році за рекомендацією першого тренера відправився на перегляд у мінське «Динамо», з яким і підписав контракт. У столичному клубі відіграв два сезони.
У 2001 році підсилив солігорський «Шахтар». Наступного року разом з «гірниками» завоював бронзові нагороди білоруського чемпіонату. У 2004 році став володарем кубку Білорусі. У фінальному поєдинку «гірники» з рахунком 1:0 перемогли «Гомель» (1:0). Наприкінці 2004 року стався конфлікт з головним тренером солігорського клубу. Роману запропонували піти в оренду до «Ведрича», але гравець відмовився й після цього залишив команду.
У січні 2005 року отримав запрошення прибути на перегляд до пермського «Амкар», але гравець відмовився оскільки мав діючий контракт з «Шахтарем» до лютого 2005 року. Після цього відправився на перегляд до «Кривбасу», за результатами якого став повноцінним гравцем криворізького клубу. Дебютував у «Кривбасі» 1 березня 2005 року в програному (0:2) виїзному поєдинку 16-го туру Вищої ліги проти київського «Динамо». Роман вийшов на поле в стартовому складі, а на 46-й хвилині його замінив Дарко Дуньїч. На той час у футболці криворожан виступали білоруси Андрій Морозов, Павло Кирильчик, Микола Кашевський, Сергій Нікітенко та Артур Матвейчик. Проте пробитися до основного складу криворожан не зумів. За час перебування в команді зіграв у 6-ти матчах Вищої ліги. У 2005 році був близький до переходу в азербайджанський «Кяпаз», але в останній момент перехід зірвався. Тому решту сезону Трепачкін провів у берестейському «Динамо», за який зіграв 8 матчів.
У 2006 році підсилив вітебський «Локомотив», який наступного сезону змінив назву на ФК «Вітебськ». В команді провів два сезони. У 2008 році, після успішного перегляду, знову став гравцем жодінського «Торпедо». В команді провів один рік. З 2009 по 2010 рік захищав кольори «Городеї». У 2011 році перейшов у «Руденськ», відіграв у команді один сезон (28 матчів та 5 голів). Через постійні затримки заробітної плати пішов з клубу та завершив кар'єру гравця.
По завершенні кар'єри футболіста працює водієм у фірмі з постачання хімічної сировини.

## Особисте життя
Розлучений, має сина.

## Титули і досягнення
- Володар Кубка Білорусі (1):

«Шахтар»: 2003-04